# 鈴木翠軒
鈴木 翠軒（すずき すいけん、1889年〈明治22年〉1月5日 - 1976年〈昭和51年〉9月26日）は、愛知県生まれの書家、文化功労者。旧姓は長尾、本名は春視（はるみ）、翠軒は号。

## 経歴・業績
愛知県渥美郡堀切村（現在の田原市堀切町）に生まれる。1903年愛知県立第四中学校（現在の愛知県立時習館高校）を卒業後、1910年愛知県立第一師範学校へ進学。翌年卒業して地元の小学校の訓導となる。1916年文部省習字科検定試験に合格すると、1919年に上京して丹羽海鶴に師事した。この時、比田井天来にも教えを乞う。1932年、『国定甲種小学書方手本』の揮毫者となり、1938年に完成させる。この国定教科書の書風は、その明快な用筆と結体により絶賛され「翠軒流」として世の中に広まった。戦後は、1948年に日展第1回審査員、1950年日本書作院会長などの要職を歴任する一方で、1957年「禅牀夢美人」で日本芸術院賞を受賞。1960年には日本芸術院会員となる。この頃から仮名作品の発表も増え、1966年の「万葉千首」は、不朽の名作とされる。1968年文化功労者、1974年勲二等瑞宝章受章。1976年、心不全のため東京都済生会中央病院で死去。87歳。
弟子としては、中川雨亭（国際アカデミー賞受賞、室戸市名誉市民）が有名である。

## 略年譜
- 1916年（大正 5年） - 文部省習字科検定試験合格[1]
- 1932年（昭和 7年） - 国定甲種小学書方手本揮毫[1]
- 1957年（昭和32年） - 日本芸術院賞受賞[1][注釈 1]
- 1958年（昭和33年） - 日展評議員
- 1960年（昭和35年） - 日本芸術院会員[1]
- 1961年（昭和36年） - 日展常務理事
- 1966年（昭和41年） - 勲三等旭日中綬章受章
- 1968年（昭和43年） - 第20回文化功労者[1]
- 1974年（昭和49年） - 勲二等瑞宝章受章[1]

## 著作
- 『翠軒先生書談』 赤城出版社、1936年
- 『剪燭帖』 新興日本書道会、1940年
- 『剪燭庵流萍集』 晩翠軒出版部、1942年
- 『人麿三十一歌』 日華書房、1943年
- 『新説和漢書道史』、1945年（伊東参州共著）
- 『書人翠軒』 二玄社、1961年
- 『翠軒楷書帖』 五禾書房、1962年
- 『翠軒近作集』 二玄社、1965年
- 『白妙』 岡村多聞堂、1966年
- 『鈴木翠軒の書』 教育書籍、1983年